# SCバスティア
SCバスティア（Sporting Club Bastiais, コルシカ語: Sporting Club di Bastia）は、フランス・コルシカ島・コルス地方公共団体・バスティアを本拠地とするサッカークラブチーム。2021-22シーズンからはリーグ・ドゥに所属する。

## 歴史

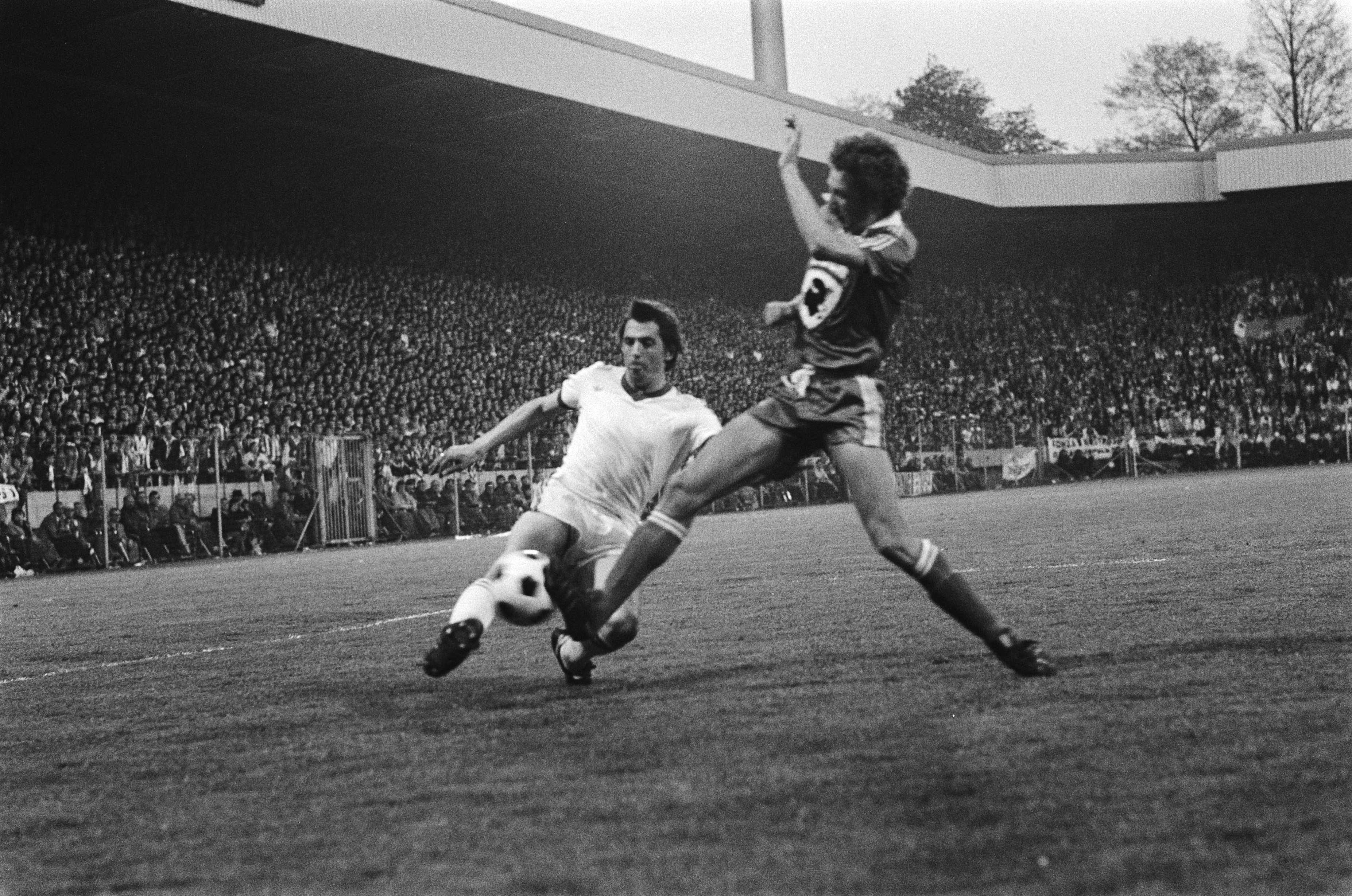
UEFAカップ1977-78のPSVとの決勝の様子

主なタイトルは1981年に獲得したフランスカップで、決勝でASサンテティエンヌに勝利して優勝を果たしている。また1978年にUEFAカップ決勝にまで進んだが、PSVアイントホーフェンに敗れた。同じコルシカ島を本拠地とするACアジャクシオとはライバル関係にあり、両チームの対戦は「コルシカ・ダービー」と呼ばれる。
1992年5月5日、フランス杯準決でオリンピック・マルセイユをホームで迎えた。対戦相手のクオリティーとクラブの躍進が並々ならぬ話題を呼び、コルシカ全体が熱気に包まれていた。キックオフの数分前に歓喜が頂点に達し、多くのサポーターを満足させようとして急遽建てられた仮設の北スタンドが崩壊。のちにフリアニの悲劇と呼ばれ、この事故によって18人が亡くなり、2,300人以上が負傷した。
2005年に親会社が破産してリーグ・ドゥ（2部）への降格処分を受け、2010年にはフランス全国選手権（3部）へ再度降格。しかし、その翌年にフランス全国選手権で優勝して1年で返り咲くと、2012年にはリーグ・ドゥでも立て続けに優勝し、3部降格から2年で再びリーグ・アンの舞台へ舞い戻った。
2014-15シーズンからはクロード・マケレレが指揮するも、リーグ戦で2勝しか挙げられず11月に解任された
2016-17シーズンに最下位となり、リーグ・ドゥ降格が決定したが、2017年6月22日、リーグ・ドゥに参加するための資金調達が困難となったため、DNCG（フランスサッカー経営管理総局）はフランス全国選手権への降格を申し渡した。2017年8月、更なる財政不正問題でフランス全国選手権3に降格となった。
5部リーグ1年目は2位となり昇格を逃したが、翌年の夏にはバスティア出身でかつてクラブにも在籍し、当時チュニジア代表で10番を背負っていたワフビ・ハズリからの資金援助も追い風となり3シーズン連続で首位昇格を果たした。

## バスティアとコルシカのナショナリズム
1700年代に起きたコルシカ独立戦争に代表されるように、コルシカ島はかつてより独立や自治権拡大を強く求めている。コルシカでナポレオン・ボナパルトが誕生する3ヶ月前にフランス領になったが、島はそれ以前の紀元前からどこかの植民地として扱われてきた歴史があるからである。
独立志向はコルシカを拠点に活動するバスティアのサポーターらにも反映されており、クラブの公式サイトは主にフランス語で案内されているが、一部のサポーターらはコルシカ語で案内するべきと主張している。
また、人口も少ないコルシカのクラブがフランスの主要タイトルを獲得する機会は限られ、故にクラブが脚光を浴びるような活躍を見せるとサポーターはフランス中に恨みをぶつける機会を得ようと躍起になる。とりわけ、パリFCやパリ・サンジェルマンFCなどフランスの首都パリを拠点とするクラブと対戦する際には抗議がより一層活発になる。例えば、1994-95シーズンのクープ・ドゥ・ラ・リーグ決勝でパリ・サンジェルマンとパルク・デ・プランス対戦で対戦することになった際には、タイトル獲得の可能性がありながらバスティアはベストメンバーでは臨まないと抗議した。
他にも、2002年にクープ・ドゥ・フランス決勝でFCロリアンと対戦した際には、試合前のラ・マルセイエーズ斉唱中に2万人以上のコルシカ独立派が絶え間なくブーイングをした。そのブーイングはフランス大統領選挙を終えて観戦に訪れていたジャック・シラク大統領が激怒し、試合開始を待たずに帰路に就くほどのものであった。さらに2014年にもOGCニースとの試合でバスティアが勝利すると、バスティアの控えGKジャン＝ルイ・レカがコルシカ国旗を振って勝利を祝ったことを受けてニースのサポーターらがピッチに乱入し衝突する出来事があった。なお、試合前、バスティアに関連する色やシンボルを振り回すことは、挑発的な行為となる可能性があり、暴力事件のリスクを高めるという理由で、地域当局によって禁止されていた。しかしクラブはレカは単にコルシカ人選手が重要な勝利を祝ったに過ぎないと主張し擁護した。その後も試合のオープニングセレモニーでのコルシカ国旗を含む地方旗の掲揚禁止令について、SCバスティアと地元のライバルACアジャクシオの一部サポーターらは拒否し、さらに一部の独立運動家はこのような規制の実施はコルシカ人への人種差別に相当すると主張した。
つまり、非常に長い間植民地化されてきたコルシカの人々にとって、SCバスティアは単なるサッカークラブ以上の存在でありコルシカのナショナリズムと地域アイデンティティに深く結びつき、クラブの活動や成功はコルシカの文化的、社会的、経済的な発展に大きく寄与している。

## エンブレム

エンブレムに描かれているムーア人の頭

SCバスティアのエンブレムには「ムーア人の頭」と呼ばれるシンボルが描かれているが、彼らがこれを選んだのには約900年前まで遡る必要がある。

アラゴン王国の国章

1096年、ペドロ1世のアラゴン軍はアル＝ムスタイン2世率いるサラゴサ軍ら連合軍の前に圧倒的劣性で敗北は必至だった。しかし、（伝説として）聖ゲオルギオスが戦場に現れアラゴン軍に味方し4人のムーア人指揮官の首を刎ねて勝利を収めた。その勢いのままペドロ1世はウエスカを占領し、アラゴン軍はレコンキスタの期間中最初の都市をイスラム教徒から奪還した。この転機はアラゴン王国にとって重要な出来事であり、王国の紋章にも4人のムーア人の首が描かれた。

1755年までのコルシカの国旗

この時期、ペテロ1世はコルシカ島を含む地中海一帯を支配していたため、王国内での地位を示すものとして軍事上重要な拠点であったコルシカ島には首を落とされたムーア人のシンボルが与えられた。それから、このシンボルはパスカル・パオリによるコルシカ独立戦争を経てコルシカ共和国が成り立った18世紀半ばまで変わらなかった。独立までの国旗は斬首のために目隠しをされたムーア人の頭であったが、パオリはコルシカが独立するに際し「コルシカ人ははっきりと見たい。自由は哲学の松明によって歩まなければならない。（The Corsicans want to see clearly. Freedom must walk by the torch of philosophy）」と述べ、布で目を覆わず現在のように額に上げるように命じた。
エンブレムにあるムーア人の頭は、かつてコルシカの人々が受けた支配とその支配からの解放のシンボルで彼らの闘争と独立の歴史を思い起こさせるものであり、コルシカ人の誇りとアイデンティティの象徴とされている。そして、SCバスティアを含む今日までコルシカ島に現存するクラブチーム全て（ACアジャクシオ、Gazelec Ajaccio）は、コルシカの歴史を語る上で欠くことのできないこのシンボルをエンブレムに描いている。

## タイトル

### 国内タイトル
- リーグ・ドゥ（ディヴィジョン・ドゥ）: 2回
  - 1967-68, 2011-12
- フランス全国選手権：1回
  - 2010-11
- クープ・ドゥ・フランス：1回
  - 1980-81
- トロフェ・デ・シャンピオン：1回
  - 1972

### 国際タイトル
- UEFAインタートトカップ：1回
  - 1997

## 過去の成績
| シーズン  | リーグ戦             | リーグ戦 | リーグ戦 | リーグ戦 | リーグ戦 | リーグ戦 | リーグ戦 | リーグ戦 | リーグ戦 | リーグ戦 | カップ戦  | リーグ杯  |
| シーズン  | ディビジョン         | 順位     | 点       | 試       | 勝       | 分       | 敗       | 得       | 失       | 差       | カップ戦  | リーグ杯  |
| --------- | -------------------- | -------- | -------- | -------- | -------- | -------- | -------- | -------- | -------- | -------- | --------- | --------- |
| 1965-66   | ディヴィジオン・ドゥ | 4位      | 45       | 36       | 18       | 9        | 9        | 60       | 46       | +16      | ベスト32  |           |
| 1966-67   | ディヴィジオン・ドゥ | 3位      | 44       | 34       | 19       | 6        | 9        | 48       | 34       | +14      | ベスト8   |           |
| 1967-68   | ディヴィジオン・ドゥ | 1位      | 50       | 34       | 21       | 8        | 5        | 53       | 22       | +31      | ベスト64  |           |
| 1968-69   | ディヴィジオン・アン | 6位      | 34       | 34       | 13       | 8        | 13       | 50       | 66       | -16      | ベスト64  |           |
| 1969-70   | ディヴィジオン・アン | 17位     | 24       | 34       | 10       | 4        | 20       | 50       | 74       | -24      | ベスト16  |           |
| 1970-71   | ディヴィジオン・アン | 17位     | 32       | 38       | 12       | 8        | 18       | 52       | 83       | -31      | ベスト64  |           |
| 1971-72   | ディヴィジオン・アン | 9位      | 42       | 38       | 20       | 2        | 16       | 58       | 57       | +1       | 準優勝    |           |
| 1972-73   | ディヴィジオン・アン | 9位      | 38       | 38       | 15       | 8        | 15       | 59       | 41       | +18      | ベスト32  |           |
| 1973-74   | ディヴィジオン・アン | 15位     | 41       | 38       | 14       | 8        | 16       | 44       | 49       | -5       | ベスト8   |           |
| 1974-75   | ディヴィジオン・アン | 6位      | 45       | 38       | 15       | 11       | 12       | 54       | 47       | +7       | ベスト4   |           |
| 1975-76   | ディヴィジオン・アン | 8位      | 45       | 38       | 14       | 13       | 11       | 59       | 53       | +6       | ベスト8   |           |
| 1976-77   | ディヴィジオン・アン | 3位      | 47       | 38       | 20       | 7        | 11       | 82       | 53       | +29      | ベスト64  |           |
| 1977-78   | ディヴィジオン・アン | 5位      | 44       | 38       | 19       | 6        | 13       | 62       | 44       | +18      | ベスト8   |           |
| 1978-79   | ディヴィジオン・アン | 14位     | 35       | 38       | 13       | 9        | 16       | 53       | 65       | -12      | ベスト16  |           |
| 1979-80   | ディヴィジオン・アン | 16位     | 32       | 38       | 14       | 4        | 20       | 39       | 51       | -12      | ベスト64  |           |
| 1980-81   | ディヴィジオン・アン | 12位     | 35       | 38       | 13       | 9        | 16       | 50       | 55       | -5       | 優勝      |           |
| 1981-82   | ディヴィジオン・アン | 12位     | 35       | 38       | 12       | 11       | 15       | 43       | 65       | -22      | ベスト4   | 1回戦敗退 |
| 1982-83   | ディヴィジオン・アン | 17位     | 32       | 38       | 9        | 14       | 15       | 41       | 52       | -11      | ベスト32  |           |
| 1983-84   | ディヴィジオン・アン | 10位     | 36       | 38       | 14       | 8        | 16       | 36       | 43       | -7       | ベスト32  | 2回戦敗退 |
| 1984-85   | ディヴィジオン・アン | 14位     | 32       | 38       | 11       | 10       | 17       | 39       | 68       | -29      | ベスト16  |           |
| 1985-86   | ディヴィジオン・アン | 20位     | 20       | 38       | 5        | 10       | 23       | 30       | 79       | -49      | ベスト32  | 2回戦敗退 |
| 1986-87   | ディヴィジオン・ドゥ | 5位      | 41       | 34       | 17       | 7        | 10       | 62       | 50       | +12      | ベスト32  |           |
| 1987-88   | ディヴィジオン・ドゥ | 8位      | 33       | 34       | 15       | 3        | 16       | 41       | 52       | -11      | ベスト32  |           |
| 1988-89   | ディヴィジオン・ドゥ | 5位      | 51       | 34       | 14       | 9        | 11       | 46       | 44       | +2       | 7回戦敗退 |           |
| 1989-90   | ディヴィジオン・ドゥ | 6位      | 39       | 34       | 14       | 11       | 9        | 46       | 38       | +8       | ベスト64  |           |
| 1990-91   | ディヴィジオン・ドゥ | 6位      | 35       | 34       | 12       | 11       | 11       | 46       | 35       | +11      | ベスト64  | ベスト16  |
| 1991-92   | ディヴィジオン・ドゥ | 4位      | 39       | 34       | 12       | 11       | 11       | 56       | 46       | +10      | ベスト4   | 1回戦敗退 |
| 1992-93   | ディヴィジオン・ドゥ | 7位      | 37       | 34       | 11       | 15       | 8        | 52       | 39       | +13      | 7回戦敗退 |           |
| 1993-94   | ディヴィジオン・ドゥ | 3位      | 53       | 42       | 21       | 11       | 10       | 44       | 29       | +15      | ベスト32  | 1回戦敗退 |
| 1994-95   | ディヴィジオン・アン | 15位     | 44       | 38       | 11       | 11       | 16       | 44       | 56       | -12      | ベスト16  | 準優勝    |
| 1995-96   | ディヴィジオン・アン | 15位     | 44       | 38       | 12       | 8        | 18       | 45       | 55       | -10      | ベスト64  | ベスト32  |
| 1996-97   | ディヴィジオン・アン | 7位      | 61       | 38       | 17       | 10       | 11       | 54       | 47       | +7       | ベスト32  | ベスト32  |
| 1997-98   | ディヴィジオン・アン | 9位      | 50       | 34       | 13       | 11       | 10       | 36       | 31       | +5       | ベスト32  | ベスト32  |
| 1998-99   | ディヴィジオン・アン | 13位     | 38       | 34       | 10       | 8        | 16       | 37       | 46       | -9       | ベスト64  | ベスト32  |
| 1999-2000 | ディヴィジオン・アン | 10位     | 45       | 34       | 11       | 12       | 11       | 43       | 39       | +4       | ベスト64  | ベスト4   |
| 2000-01   | ディヴィジオン・アン | 8位      | 45       | 34       | 13       | 6        | 15       | 45       | 41       | +4       | ベスト16  | ベスト16  |
| 2001-02   | ディヴィジオン・アン | 11位     | 41       | 34       | 12       | 5        | 17       | 38       | 44       | -6       | 準優勝    | ベスト8   |
| 2002-03   | リーグ・アン         | 12位     | 47       | 38       | 12       | 11       | 15       | 40       | 48       | -8       | ベスト64  | ベスト32  |
| 2003-04   | リーグ・アン         | 17位     | 39       | 38       | 9        | 12       | 17       | 33       | 49       | -16      | ベスト64  | ベスト16  |
| 2004-05   | リーグ・アン         | 19位     | 41       | 38       | 11       | 8        | 19       | 32       | 48       | -16      | ベスト64  | ベスト16  |
| 2005-06   | リーグ・ドゥ         | 6位      | 58       | 38       | 16       | 10       | 12       | 47       | 40       | +7       | ベスト16  | 1回戦敗退 |
| 2006-07   | リーグ・ドゥ         | 9位      | 53       | 38       | 14       | 11       | 13       | 52       | 49       | +3       | ベスト64  | 2回戦敗退 |
| 2007-08   | リーグ・ドゥ         | 11位     | 49       | 38       | 14       | 9        | 15       | 45       | 46       | -1       | ベスト16  | 2回戦敗退 |
| 2008-09   | リーグ・ドゥ         | 11位     | 48       | 38       | 13       | 9        | 16       | 38       | 47       | -9       | 8回戦敗退 | ベスト32  |
| 2009-10   | リーグ・ドゥ         | 20位     | 39       | 38       | 10       | 9        | 19       | 40       | 48       | -8       | 7回戦敗退 | 1回戦敗退 |
| 2010-11   | フランス全国選手権   | 1位      | 91       | 40       | 27       | 10       | 3        | 81       | 24       | +57      | 7回戦敗退 | ベスト16  |
| 2011-12   | リーグ・ドゥ         | 1位      | 71       | 38       | 21       | 8        | 9        | 61       | 36       | +25      | ベスト16  | 1回戦敗退 |
| 2012-13   | リーグ・アン         | 12位     | 47       | 38       | 13       | 8        | 17       | 50       | 66       | -16      | ベスト32  | ベスト8   |
| 2013-14   | リーグ・アン         | 10位     | 46       | 38       | 12       | 10       | 16       | 42       | 58       | -16      | ベスト32  | ベスト16  |
| 2014-15   | リーグ・アン         | 12位     | 47       | 38       | 12       | 11       | 15       | 37       | 46       | -9       | ベスト32  | 準優勝    |
| 2015-16   | リーグ・アン         | 10位     | 50       | 38       | 14       | 8        | 16       | 36       | 42       | −6       | ベスト32  | 3回戦敗退 |
| 2016-17   | リーグ・アン         | 20位     | 34       | 38       | 8        | 10       | 20       | 29       | 54       | -25      | ベスト32  | ベスト16  |
| 2017-18   | フランス全国選手権3  | 2位      | 53       | 26       | 15       | 8        | 3        | 46       | 18       | +28      | 3回戦敗退 |           |
| 2018-19   | フランス全国選手権3  | 1位      | 61       | 24       | 19       | 4        | 1        | 62       | 9        | +53      | ベスト16  |           |
| 2019-20   | フランス全国選手権2  | 1位      | 53       | 21       | 17       | 2        | 2        | 37       | 15       | +22      | 5回戦敗退 |           |
| 2020-21   | フランス全国選手権   | 1位      | 66       | 34       | 19       | 9        | 6        | 57       | 28       | +29      | 5回戦敗退 | 大会廃止  |
| 2021-22   | リーグ・ドゥ         | 12位     | 46       | 38       | 10       | 16       | 12       | 38       | 36       | +2       | ベスト8   | 大会廃止  |
| 2022-23   | リーグ・ドゥ         | 4位      | 60       | 38       | 17       | 9        | 12       | 52       | 45       | +7       | ベスト32  | 大会廃止  |
| 2023-24   | リーグ・ドゥ         | 13位     | 50       | 38       | 14       | 9        | 15       | 44       | 48       | -4       | 7回戦敗退 | 大会廃止  |
| 2024-25   | リーグ・ドゥ         | 位       |          | 38       |          |          |          |          |          |          |           | 大会廃止  |

1. ↑  財政不正を含む財政問題により強制降格
2. ↑  勝ち点1が剥奪

## 現所属メンバー
2024年7月25日現在
注：選手の国籍表記はFIFAの定めた代表資格ルールに基づく。
| No. | Pos. |                  | 選手名                    |
| --- | ---- | ---------------- | ------------------------- |
| 2   | MF   | コートジボワール | Christ Ravynel Inao Oulaï |
| 4   | DF   | フランス         | アントニー・ロンカリア    |
| 5   | DF   | フランス         | Julien Maggiotti          |
| 6   | DF   | フランス         | ドミニク・ギディ          |
| 7   | MF   | フランス         | クリストフ・ヴァンサン () |
| 8   | MF   | フランス         | ジュリアン・マジョッティ  |
| 11  | FW   | フランス         | ラミーヌ・シセ            |
| 13  | MF   | フランス         | トム・デュクロク          |
| 14  | MF   | カメルーン       | Loïc Etoga                |
| 15  | MF   | ルクセンブルク   | フロリアン・ボーネルト    |
| 16  | GK   | フランス         | アントニー・メゾンニアル  |
| 17  | FW   | フランス         | フロリアン・ビアンキーニ  |
| 18  | MF   | フランス         | フェリックス・トミー      |

| No. | Pos. |              | 選手名                   |
| --- | ---- | ------------ | ------------------------ |
| 19  | MF   | フランス     | マテオ・ルバティエール   |
| 20  | DF   | フランス     | キリアン・カイブエ       |
| 22  | DF   | マリ共和国   | シャルル・トラオレ       |
| 23  | GK   | フランス     | ジュリアン・ファブリ     |
| 24  | DF   | フランス     | トム・メイナディエ       |
| 25  | FW   | フランス     | Clément Rodrigues        |
| 26  | MF   | フランス     | アミン・ブトラ           |
| 28  | DF   | トーゴ       | ギュスターヴ・アクエゾン |
| 29  | DF   | フランス     | Steevy Mazikou           |
| 30  | GK   | ハイチ       | ジョニー・プラシド       |
| 32  | GK   | フランス     | ジュリアン・ファブリ     |
| 42  | DF   | カーボベルデ | ディラン・タヴァレス     |
| 66  | MF   | シエラレオネ | ジョセリン・ジャネー     |
| 99  | DF   | フランス     | イラン・オコウ           |

監督
- Benoît Tavenot

## 歴代監督
- フレデリック・アントネッティ 1994-1998
- ヘンリク・カスペルチャク 1998
- ローラン・フルニエ 1998-1999
- ジョゼ・パスカレッティ 1999
- フレデリック・アントネッティ 1999-2001
- ロベール・ヌザレ 2001-2002
- ジェラール・ジリ 2002-2004
- フランソワ・チッコリーニ 2004-2005
- ミシェル・パドヴァニ 2004-2005
- ベルナール・カソーニ 2005-2009
- ミシェル・パドヴァニ (2009)
- ファルク・ハジベギッチ (2009-2010)
- フレデリック・アンツ (2010-2014)
- クロード・マケレレ (2014)
- ジスラン・プランタン (2014-2016)
- フランソワ・チッコリーニ (2016-2017)
- ルイ・アルメイダ (2017)
- レジナル・レイ (2017)
- ステファヌ・ロッシ (2017-2019)
- フレデリク・ネー (暫定) (2019)
- マテュー・シャベール (2019-2021)
- レジ・ブルアール (2021-2024)[13]
- Benoît Tavenot (2024- )

## 歴代所属選手
GK
-  ユゼフ・ムイナルチク 1984-1986
-  アリ・ブムニジェル 1997-2003
-  ニコラス・プヌトー 1998-2006
-  ミカエル・ランドロー 2012-2014

DF
-  アルベルト・タランティーニ 1983-1984
-  フランク・ジュリエッティ 1997-2000
-  パスカル・シンボンダ 2003-2005
-  アンター・ヤヒア 2001-2005
-  セバスティアン・スキラシ 2013-2017
-  フロリアン・マランジュ 2014-2017
-  ピエール・ベングトソン 2016-2017

MF
-  ヨニー・レップ 1977-1979
-  ピオトル・シビエルチェフスキ 1995-1998
-  リュボミール・モラフチク 1996-1998
-  ネボイシャ・クルプニコビッチ 1998-1999
-  マイケル・エッシェン 2000-2003
-  アルー・ディアッラ 2003-2004
-  アレクサンデル・ソング 2004-2005
-  クリスティアン・カランブー 2005
-  ジェローム・ロタン 2011-2013
-  リャド・ブデブズ 2013-2015
-  ミロシュ・クラシッチ 2013-2014
-  ロマリッチ 2013-2015
-  ガエル・ダニク 2015-2017

FW
-  ドラガン・ジャイッチ 1975-1977
-  ロジェ・ミラ 1980-1984
-  アント・ドロブニャク 1994-1997
-  エルミン・シリャク 1996-1998
-  ピエール＝イヴ・アンドレ 1997-2001, 2004-2010
-  フレデリク・ネー 1998-2001, 2003-2006
-  シャウキ・ベン・サーダ 2001-2008
-  ユースフ・ハッジ 2003-2005
-  ジブリル・シセ 2014-2015